# Jolanta Zawadzka
Jolanta Zawadzka (Breslavia, 8 febbraio 1987) è una scacchista polacca, Grande Maestro Femminile.

## Principali risultati

### Giovanili e Juniores
Nel 2004 ha vinto il Mondiale giovanile nella categoria under 18 femminile.

### Individuali
Ha vinto il Campionato polacco femminile nel 2006, 2011, 2015 e 2018.

### Nazionale
Ha partecipato alle Olimpiadi degli scacchi nelle edizioni tra il 2006 e il 2014, giocando 49 partite nella selezione femminile, ottenendo un complessivo di +21 =20 -8 e la medaglia d'argento personale come terza scacchiera a Istanbul 2012.
Con la nazionale polacca nel 2005 ha inoltre vinto a Göteborg l'oro nel Campionato europeo a squadre. Nella stessa competizione ha anche ottenuto due argenti, nelle edizioni di Candia 2007 e Porto Carras 2011 e un bronzo a Varsavia 2013.

## Vita privata
Ha un fratello, il Maestro Internazionale Stanisław Zawadzki.